# The Good Place
The Good Place é uma série de televisão de comédia fantasiosa americana criada por Michael Schur. Ela estreou na NBC em 19 de setembro de 2016 e foi concluída em 30 de janeiro de 2020, após quatro temporadas e 53 episódios.
Embora o enredo evolua significativamente ao longo da série, a premissa inicial segue Eleanor Shellstrop (Kristen Bell), uma mulher recebida após sua morte no "Good Place (Bom Lugar/Lugar Bom)", uma utopia altamente seletiva semelhante ao Paraíso projetada e administrada pelo "arquiteto" Michael (Ted Danson) como uma recompensa por sua vida justa. No entanto, ela percebe que foi enviada para lá por engano e deve esconder seu comportamento moralmente imperfeito do passado enquanto tenta se tornar uma pessoa melhor e mais ética. William Jackson Harper, Jameela Jamil e Manny Jacinto coestrelam como outros moradores do Bom Lugar, ao lado de D'Arcy Carden como Janet, um ser artificial que auxilia os moradores.
The Good Place recebeu elogios da crítica por sua escrita, atuação, originalidade, cenário e tom. Além disso, a reviravolta do final da primeira temporada e a exploração da série e o uso criativo da ética e da filosofia foram positivamente destacados. Entre outros elogios, a série recebeu um Prêmio Peabody e três Prêmios Hugo de melhor apresentação dramática, formato curto. Ela também foi indicada para quatorze Primetime Emmy Awards, incluindo Melhor Série de Comédia por sua terceira e quarta temporadas.
No dia 30 de janeiro de 2017, a série foi renovada para sua segunda temporada que conta com 13 episódios que estreiou no dia 20 de setembro do mesmo ano. Em 21 de novembro de 2017, a série foi renovada para terceira temporada que conta com mais 13 episódios. A terceira temporada estreou dia 27 de setembro de 2018, na NBC nos Estados Unidos, e dia 28 de setembro na Netflix em vários países, incluindo o Brasil. Em 4 de dezembro de 2018, a série foi renovada para a sua quarta e última temporada, lançada em 26 de setembro.

## Enredo
Eleanor Shellstrop acorda e descobre que morreu e entrou na vida após a morte. Mas quando ela é informada por seu mentor Michael que ela está no "Bom Lugar/Lugar Bom" por causa de suas boas ações, ajudando a levar as pessoas inocentes fora do corredor da morte, ela percebe que um erro foi cometido, pois as pessoas pensam que ela é outra pessoa com o mesmo nome.
Presa em um mundo onde ninguém amaldiçoa ou fica bêbado e todo mundo é sempre bom, Eleanor encontra-se no dilema entre merecer ficar nesse lugar ou ir para o "Lugar Ruim". Como sua entrada no "Bom Lugar" causou muitas alterações desde a sua chegada, agora, Eleanor deve esconder seu passado comportamental mortal não tão perfeito de todos, caso contrário eles vão mandá-la para o "lugar ruim". Ela logo descobre que não é o único "erro" que foi enviado a esta vida após a morte, o que indica que talvez haja outros como ela se escondendo dentro do local.

## Elenco
| Ator/Atriz             | Personagem                    | Temporadas | Temporadas   | Temporadas | Temporadas   |
| Ator/Atriz             | Personagem                    | 1          | 2            | 3          | 4            |
| Principal              | Principal                     | Principal  | Principal    | Principal  | Principal    |
| ---------------------- | ----------------------------- | ---------- | ------------ | ---------- | ------------ |
| Kristen Bell           | Eleanor Shellstrop            | Principal  | Principal    | Principal  | Principal    |
| William Jackson Harper | Chidi Anagonye                | Principal  | Principal    | Principal  | Principal    |
| Jameela Jamil          | Tahani Al-Jamil               | Principal  | Principal    | Principal  | Principal    |
| D'Arcy Carden          | Janet                         | Principal  | Principal    | Principal  | Principal    |
| Ted Danson             | Michael                       | Principal  | Principal    | Principal  | Principal    |
| Manny Jacinto          | Jianyu Li / Jason Mendoza     | Principal  | Principal    | Principal  | Principal    |
| Recorrente             |                               |            |              |            |              |
| Marc Evan Jackson      | Shawn                         | Recorrente | Recorrente   | Recorrente | Recorrente   |
| Tiya Sircar            | Vicky Sengupta                | Recorrente | Recorrente   | Recorrente | Recorrente   |
| Maribeth Monroe        | Mindy St. Claire              | Recorrente | Recorrente   | Recorrente | Recorrente   |
| Adam Scott             | Trevor                        | Recorrente | TBA          | Recorrente | TBA          |
| Maya Rudolph           | Juíza Hidrogênio (Gen)        |            | Participação | Recorrente | Recorrente   |
| Kirby Howell-Baptiste  | Simone Garnett                |            |              | Recorrente | Recorrente   |
| Lisa Kudrow            | Hipatia of Alexandria (Patty) |            |              |            | Participação |

## Dublagem
| Personagem              | Dublador(a)     |
| ----------------------- | --------------- |
| Eleanor Shellstrop      | Priscila Amorim |
| Michael                 | Hélio Ribeiro   |
| Chidi Anagonye          | Mckeidy Lisita  |
| Tahani Al-Jamil         | Carol Crespo    |
| Janet                   | Sylvia Salustti |
| Janet Má                | Sylvia Salustti |
| Jason Mendoza/Jianyu Li | João Cappelli   |
| Shawn                   | Hércules Franco |
| Simone Garnett          | Flávia Saddy    |

ESTÚDIO: MG Estúdios
DIREÇÃO: Alexandre Drummond
TRADUÇÃO: Danielle Ribeiro
No Brasil e em Portugal, as temporadas 1 e 2 estrearam simultaneamente na Netflix no dia 21 de setembro, com novos episódios semanalmente. A série possui opção dublada e legendada no Brasil e apenas legendada em Portugal.

## Produção

### Seleção do elenco

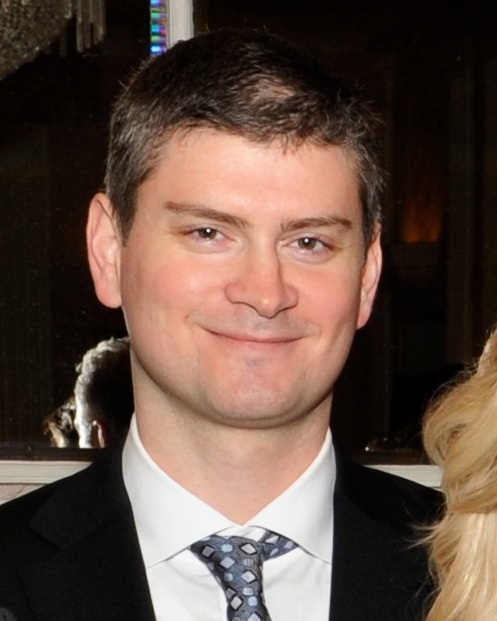
O criador e produtor executivo da série, Michael Schur

A NBC emitiu um comunicado à imprensa em 13 de agosto de 2015 anunciando que havia dado ao programa, sem título até então, uma ordem de 13 episódios baseada puramente em uma proposta de Michael Schur. Em 12 de janeiro de 2016, foi anunciado que Kristen Bell e Ted Danson haviam sido escalados para os papéis principais da série. A primeira sinopse do programa também foi divulgada, afirmando que o programa foi definido para girar em torno de Eleanor projetando seu próprio curso de autoaperfeiçoamento com Michael atuando como seu guia – embora o elemento de vida após a morte sempre tenha feito parte da série, como Bell afirmou que ela estava ciente da reviravolta do final da primeira temporada quando ela assinou com a série.
William Jackson Harper foi escalado como Chris em 11 de fevereiro de 2016, embora o personagem tenha sido renomeado como Chidi. Jameela Jamil foi escalada como Tessa em 25 de fevereiro de 2016, porém sua personagem foi renomeada como Tahani. Em 3 de março de 2016, Manny Jacinto foi revelado ter sido escalado como um "Jason doce e bem-humorado", cujo "sonho é ganhar a vida como DJ no sul da Flórida". Em 14 de março de 2016, D'Arcy Carden foi escalada para um papel regular da série, que foi anunciado como "Janet Della-Denunzio, uma vendedora de violino com um passado duvidoso" – embora a escritora Megan Amram admitisse posteriormente que isso foi uma intencional farsa.

### Desenvolvimento
A premissa final do programa, incluindo o elemento vida após a morte, foi finalmente anunciada em 15 de maio de 2016, quando a NBC anunciou sua programação para a temporada de TV de 2016–17.
De acordo com Schur, a premissa e a ideia era incluir elementos religiosos na série depois de fazer pesquisas sobre várias religiões e grupos, mas ele decidiu descartar os planos, em vez de ir para um conceito que incluísse todas as religiões que fosse diverso e livre de visões religiosas. “Parei de pesquisar porque percebi que se trata de versões de comportamento ético, não de salvação religiosa”, diz ele. “A série não está tomando partido, as pessoas que estão lá são de todos os países e religiões.” Schur também destaca que o cenário (filmado em San Marino, Califórnia na Biblioteca Huntington) já tinha a sensação de um pastiche de diferentes culturas, afirmando que os bairros apresentarão pessoas que fazem parte de origens não denominacionais e interdenominacionais que interagem entre si independentemente de religião.
O cenário e as premissas da série, bem como os cliffhangers serializados, foram modelados em Lost, um dos favoritos de Schur. Uma das primeiras pessoas para quem ele ligou quando desenvolveu a série foi o cocriador de Lost, Damon Lindelof. "Eu o levei para almoçar e disse: 'Vamos jogar um jogo [de] 'Isso é alguma coisa?'" Ele então acrescentou: "Eu imagino que isso vá no caminho de Lost, com obstáculos e histórias futuras."
A reviravolta surpresa da primeira temporada, que o Bom Lugar era o Lugar Ruim, e Chidi, Eleanor, Jason e Tahani foram as quatro almas escolhidas porque eram mais adequadas para se torturarem indefinidamente, é muito semelhante na premissa da peça de teatro do filósofo Jean-Paul Sartre, Huis clos, na qual três estranhos morrem e são escoltados até uma única sala por um carregador amigável, onde são informados que devem coexistir. Em última análise, eles determinam que são totalmente incompatíveis e, portanto, chegam à conclusão de que "o inferno são as outras pessoas". Os únicos atores que sabiam a verdade sobre a premissa desde o início foram Danson e Bell.
Os críticos também sugeriram semelhanças com o surreal programa de TV dos anos 1960, The Prisoner, em seu ambiente isolado e regido por regras.

## Estrutura e estilo
Na maioria das sitcoms, as coisas voltam a ser como eram no início de cada episódio. Isso não acontecia muito em The Good Place. David Sims, do The Atlantic, disse que a primeira temporada foi mais como um "drama de ficção científica serializado" na trama. Mas foi contado em um estilo leve de sitcom que os críticos disseram ser engraçado.
Quando o programa foi renovado para uma segunda temporada, os escritores decidiram que, em vez de tentar ficar na televisão o máximo possível, eles queriam contar uma história com um final claro. Eles planejaram a história para as temporadas dois, três e quatro, mas não tinham certeza de quanto tempo levaria para contá-la.

## Episódios
| Temporada | Temporada | Episódios | Episódios | Originalmente exibido  | Originalmente exibido  |
| Temporada | Temporada | Episódios | Episódios | Estreia da temporada   | Final da temporada     |
| --------- | --------- | --------- | --------- | ---------------------- | ---------------------- |
|           | 1         | 13        | 13        | 19 de setembro de 2016 | 19 de janeiro de 2017  |
|           | 2         | 13        | 13        | 20 de setembro de 2017 | 1 de fevereiro de 2018 |
|           | 3         | 13        | 13        | 27 de setembro de 2018 | 24 de janeiro de 2019  |
|           | 4         | 14        | 14        | 26 de setembro de 2019 | 30 de janeiro de 2020  |

## Transmissão e lançamento
A série estreou em 19 de setembro de 2016. Em 30 de janeiro de 2017, a NBC renovou a série para uma segunda temporada de 13 episódios, que estreou em 20 de setembro de 2017, com uma estreia de uma hora. Em 21 de novembro de 2017, a NBC renovou a série para uma terceira temporada de 13 episódios, que estreou em 27 de setembro de 2018. Em 4 de dezembro de 2018, a NBC renovou a série para uma quarta temporada. Em 7 de junho de 2019, foi anunciado que a quarta temporada seria a última. A quarta temporada estreou em 26 de setembro de 2019.

### Internacionalmente
Em vários territórios internacionais, o programa é distribuído na Netflix, e a primeira temporada foi lançada em 21 de setembro de 2017, enquanto episódios das temporadas subsequentes foram disponibilizados 24 horas após sua transmissão nos EUA.

### Home media
Todos os lançamentos em DVD de The Good Place foram distribuídos pela Shout! Factory. A primeira temporada foi lançada em DVD na região 1 em 17 de outubro de 2017. A segunda temporada foi lançada em DVD em 17 de julho de 2018. A terceira temporada foi lançada em DVD em 30 de julho de 2019.
A série completa foi lançada em Blu-ray em 19 de maio de 2020.

## Recepção
| Temporada | Temporada | Rotten Tomatoes   | Metacritic      |
| --------- | --------- | ----------------- | --------------- |
|           | 1         | 92% (71 reviews)  | 78 (32 reviews) |
|           | 2         | 100% (58 reviews) | 87 (10 reviews) |
|           | 3         | 98% (47 reviews)  | 96 (5 reviews)  |
|           | 4         | 100% (21 reviews) | —               |

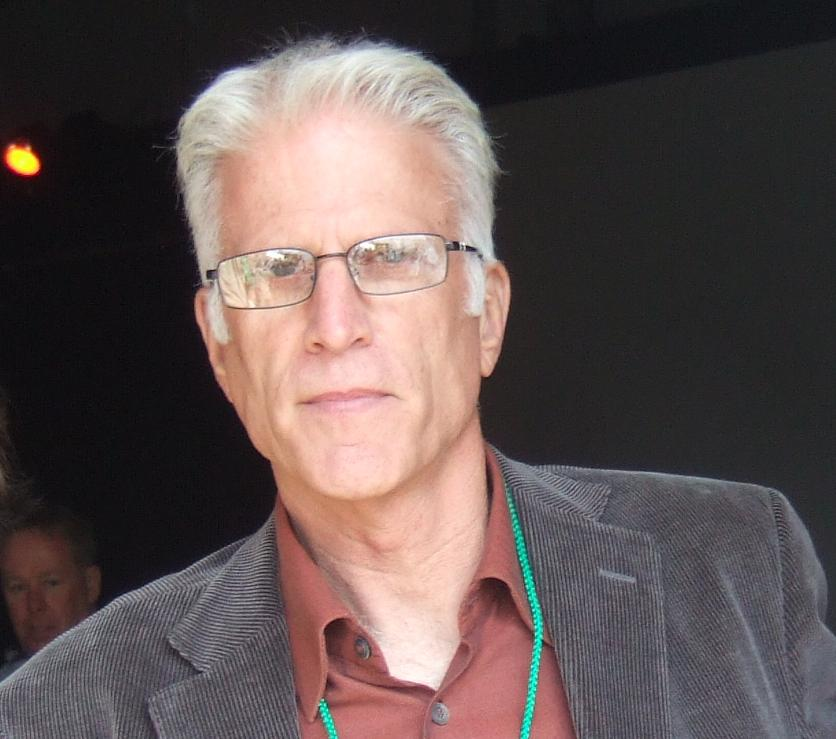
O desempenho de Ted Danson na série foi aclamado pela crítica.

No Rotten Tomatoes, a primeira temporada tem uma classificação de 92%, com base em 71 comentários, com uma classificação média de 7,74/10. O consenso crítico do site diz: "Kristen Bell e Ted Danson arrasam com performances supremamente divertidas e charmosas neste retrato absurdo, inteligente e caprichoso da vida após a morte." No Metacritic, a primeira temporada tem uma pontuação de 78 de 100, com base em avaliações de 32 críticos, indicando "avaliações geralmente favoráveis".
Os editores do TV Guide colocaram The Good Place em segundo lugar entre as dez melhores escolhas para os novos programas mais esperados da temporada 2016–17. Em sua crítica do escritor Liam Matthews, "a nova comédia da NBC tem um pedigree impressionante" (referindo-se a Mike Schur e ao elenco, Kristen Bell e Ted Danson, este último citado como "indiscutivelmente o maior ator de sitcom de todos os tempos"). Matthews conclui: "A esperança é que seu poder de atuação combinado possa restaurar a marca de comédia manchada da NBC à sua antiga glória. Não serão os próximos Friends, mas é algo ainda melhor: uma comédia de rede que parece diferente de qualquer coisa que veio antes."
No Rotten Tomatoes, a segunda temporada tem uma classificação de 100%, com base em 58 comentários, com uma classificação média de 8.95/10. O consenso crítico do site diz: "Ao explodir voluntariamente sua premissa, The Good Place cria uma segunda temporada que se mostra ainda mais engraçada do que a primeira." No Metacritic, a segunda temporada tem uma pontuação de 87 em 100, com base em resenhas de 10 críticos, indicando "aclamação universal".
No Rotten Tomatoes, a terceira temporada tem uma classificação de 98%, com base em 47 comentários, com uma classificação média de 8,35/10. O consenso crítico do site diz: "Encantador e curioso como sempre, The Good Place permanece um ponto brilhante deliciosamente perspicaz no cenário da televisão." No Metacritic, a terceira temporada tem uma pontuação de 96 em 100, com base nas avaliações de cinco críticas, indicando "aclamação universal".
No Rotten Tomatoes, a quarta temporada tem uma classificação de 100%, com base em 21 avaliações, com uma classificação média de 8,33/10. O consenso crítico do site diz: "Uma viagem filosófica selvagem até o fim, The Good Place o traz para casa com uma boa temporada final de bifurcação."
Vários críticos elogiaram a série por sua exploração e uso criativo da ética e da filosofia. Os tópicos apresentados incluem o experimento de pensamento do dilema do bonde originalmente desenvolvido por Philippa Foot, o imperativo categórico formulado pela primeira vez por Immanuel Kant, What We Owe to Each Other de TM Scanlon e as obras de Aristóteles e Søren Kierkegaard. Andrew P. Street do The Guardian escreveu que "a filosofia moral é o coração do programa" e que a série "fez a filosofia parecer legal". Elizabeth Yuko, do The Atlantic, observou que "The Good Place se destaca por dramatizar aulas de ética reais na tela, sem diluir os conceitos descritos e, ao mesmo tempo, conseguindo se divertir." De sua parte, vários filósofos celebraram a popularização amplamente precisa de sua linha de trabalho pelo programa, enquanto observavam alguns aspectos de menores imprecisões.
Vários críticos notaram que The Good Place é notável por evitar os anti-heróis e temas cínicos em favor de personagens agradáveis e uma mensagem positiva. James Poniewozik, do The New York Times, explicou que "o que há de mais revigorante sobre The Good Place, em uma era de desolação artística, é seu otimismo sobre a natureza humana. Tornou-se humano e divertiu totalmente a televisão a partir da noção de que as pessoas – e até mesmo o demônio imortal ocasional – são resgatáveis." Jenna Scherer da Rolling Stone escreveu que The Good Place prova que "palhaçada e brincadeira podem coexistir ao lado de tragédia e sofrimento – que um programa não precisa ser sério para ser profundo." Erik Adams do The A.V. Club elogiou a série por retratar um "mundo de TV incomumente decente". Stuart Heritage do The Guardian chamou The Good Place de "implacavelmente otimista", uma qualidade que Stephanie Palumbo da Vulture chamou de "um bálsamo para o desespero na era Trump".
Em 2019, The Good Place foi classificado em 69º na lista do The Guardian dos 100 melhores programas de TV do século 21.

#### Listas dos dez principais críticos
| Publicação                | Rank        | Rank        | Rank        |
| Publicação                | 2016        | 2017        | 2018        |
| ------------------------- | ----------- | ----------- | ----------- |
| Adweek                    | —           | —           | 7           |
| American Film Institute   | —           | Shortlisted | —           |
| Ars Technica              | —           | —           | Shortlisted |
| BuddyTV                   | —           | 7           | —           |
| Complex                   | —           | 6           | 4           |
| Consequence of Sound      | —           | —           | 6           |
| Decider                   | —           | —           | 2           |
| E!                        | —           | 8           | Shortlisted |
| Entertainment Weekly      | 8           | 4           | —           |
| Esquire                   | —           | 4           | —           |
| Film School Rejects       | —           | 6           | 6           |
| Flood Magazine            | —           | 9           | 5           |
| GameSpot                  | —           | 8           | Shortlisted |
| Glamour                   | —           | —           | Shortlisted |
| GQ                        | —           | —           | Shortlisted |
| HuffPost                  | —           | Shortlisted | —           |
| IGN                       | —           | —           | Shortlisted |
| io9                       | —           | —           | Shortlisted |
| Junkee                    | —           | —           | 10          |
| Las Vegas Weekly          | 4           | 5           | —           |
| Lincoln Journal Star      | 5           | 8           | —           |
| Los Angeles Times         | Shortlisted | —           | —           |
| Metro                     | —           | Shortlisted | Shortlisted |
| Nerdist                   | —           | —           | 1           |
| New York Daily News       | —           | —           | 4           |
| New York Post             | —           | 7           | Shortlisted |
| Newsday                   | —           | 10          | 9           |
| Now                       | —           | 8           | 6           |
| NPR                       | —           | Shortlisted | Shortlisted |
| Omaha World-Herald        | 10          | —           | 2           |
| Paste                     | —           | 2           | 5           |
| People                    | 9           | —           | —           |
| Pittsburgh Post-Gazette   | 8           | 7           | —           |
| Reason                    | 10a         | —           | —           |
| Relevant                  | —           | —           | 2           |
| RogerEbert.com            | —           | 3           | 7           |
| Rolling Stone             | —           | 4           | —           |
| Salon                     | —           | Shortlisted | 4c          |
| San Francisco Chronicle   | 7           | —           | 10          |
| San Jose Mercury News     | —           | 8           | —           |
| Screen Rant               | —           | —           | 2           |
| The A.V. Club             | 10          | 1b          | 1d          |
| The Atlantic              | —           | Shortlisted | —           |
| The Boston Globe          | —           | 9           | —           |
| The Daily Beast           | —           | —           | 8           |
| The Hollywood Reporter    | —           | 9           | 5           |
| The New York Times        | —           | Shortlisted | —           |
| The Philadelphia Inquirer | —           | —           | Shortlisted |
| The Plain Dealer          | —           | 9           | 9           |
| The Ringer                | —           | 9           | —           |
| The Salt Lake Tribune     | —           | 6           | 6           |
| The Village Voice         | 9           | 6           | —           |
| Thrillist                 | —           | —           | 10          |
| Time                      | —           | —           | 5           |
| Town & Country            | —           | —           | Shortlisted |
| TV Guide                  | 7           | 1           | 3           |
| TVLine                    | —           | 9           | 1           |
| Uproxx                    | —           | 4           | 9           |
| USA Today                 | —           | 2           | 7           |
| Vanity Fair               | —           | —           | 1           |
| Variety                   | —           | 3           | —           |
| Vox                       | 10          | —           | —           |
| Vulture                   | 8           | 4           | —           |
| Weekly Alibi              | —           | —           | Shortlisted |
| Wilmington Star-News      | —           | 2           | 2           |

1. ↑  Junto com Patria O Muerte: Cuba, Fatherland or Death.
2. ↑  Aparece como nº 1 nas listas de Erik Adams e William Hughes. Também listado em 13 de 17 outras Top Dez Listas do The A.V. Club.
3. ↑  Junto com Brooklyn Nine-Nine.
4. ↑  Aparece como nº 1 na lista de Dennis Perkins. Também listado em 10 de 16 outras Top Dez Listas do The A.V. Club.

### Prêmios

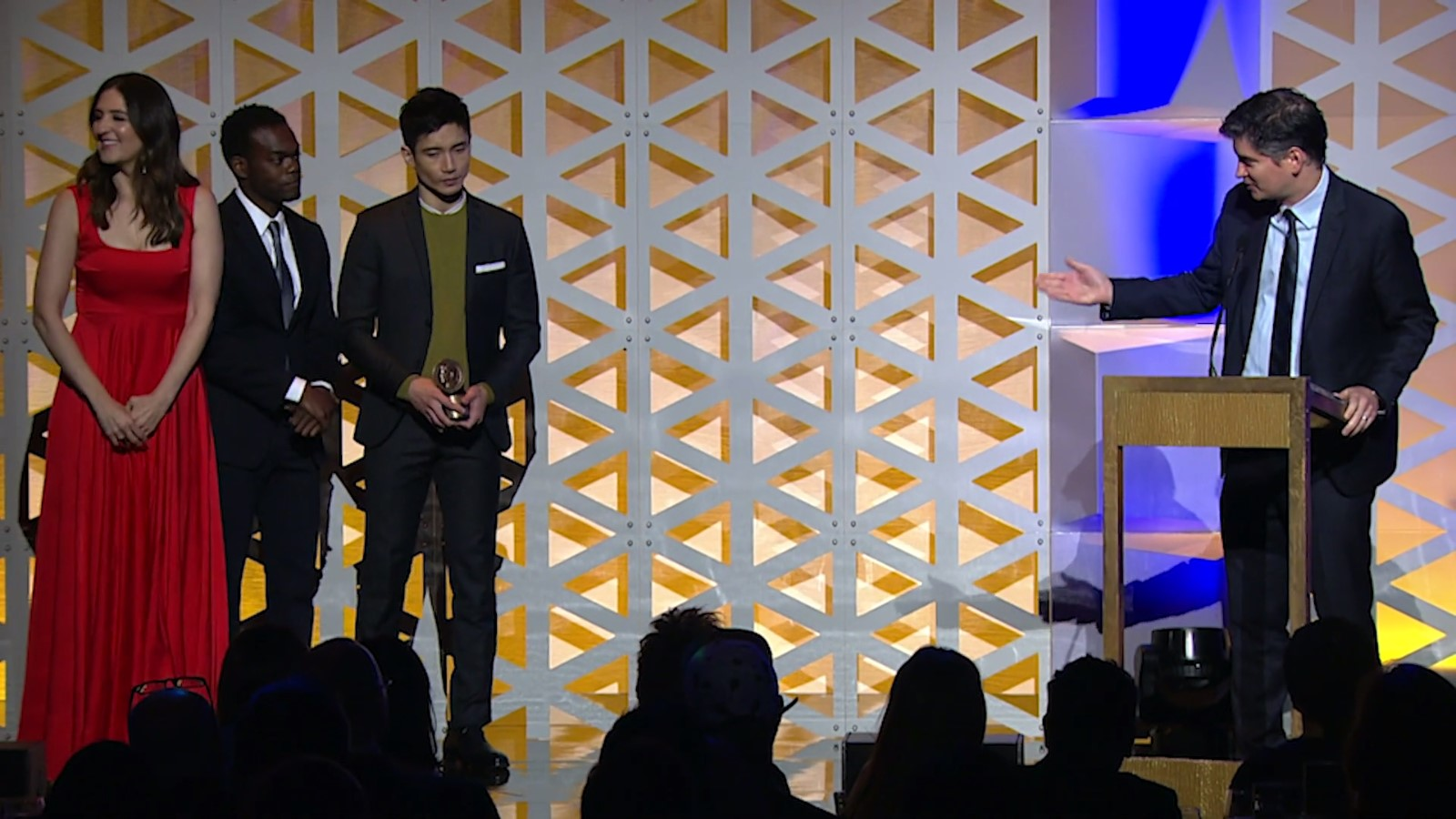
Elenco de The Good Place recebendo o 78° Peabody Awards.

Durante sua exibição, The Good Place recebeu muitos prêmios e indicações. Recebeu quatorze indicações ao Primetime Emmy Award durante sua execução, incluindo duas indicações para Melhor Série de Comédia por sua terceira e quarta temporadas. Ele também recebeu duas indicações ao Globo de Ouro em 2019, incluindo uma indicação de Melhor Série de Comédia ou Musical. Em prêmios de gênero, a série ganhou três Hugo Awards de Melhor Apresentação Dramática, Forma Curta por "The Trolley Problem", "Janet(s)" e "The Answer"; também foi indicado mais duas vezes na categoria. O programa também recebeu três indicações consecutivas do Saturn Awards de Melhor Série de Televisão de Fantasia e duas indicações do Nebula Awards para o Ray Bradbury Award. Em 2017, o American Film Institute nomeou o programa como um dos 10 melhores programas de televisão do ano e, em 2019, o programa recebeu o Peabody Awards por suas contribuições para o entretenimento.
Vários membros do elenco receberam prêmios por suas atuações na série. Danson recebeu três indicações ao Emmy de Melhor Ator numa Série de Comédia por sua atuação como Michael. Ele também foi indicado para três prêmios Critics 'Choice Television Awards (ganhando um em 2018), dois Satellite Awards e um TCA Award por seu trabalho. Bell foi indicada ao Globo de Ouro de Melhor Atriz em Série de Comédia ou Musical por sua atuação como Eleanor, bem como um Critics 'Choice Television Award, dois People's Choice Awards (ganhando um em 2019), um Teen Choice Award, e um TCA Award. Maya Rudolph recebeu três indicações ao Emmy de Melhor Atriz Convidada numa Série de Comédia, e Harper, Jamil, Carden e Adam Scott receberam indicações para prêmios por seu trabalho no programa.

## Inspirações filosóficas
The Good Place faz uso de muitas teorias diferentes de filosofia moral e ética por meio do personagem de Chidi Anagonye, o professor de filosofia moral. No programa, há referência a John Locke, Tim Scanlon, Peter Singer e Derek Parfit, e "o programa cobriu tudo, desde a teoria do particularismo moral de Jonathan Dancy, à ética da virtude aristotélica, à deontologia kantiana e ao niilismo moral". A professora de filosofia da UCLA, Pamela Hieronymi, e o professor de filosofia da Clemson, Todd May, atuaram como consultores do programa. Os dois fizeram aparições no episódio final.
O início de The Good Place se inspira na expressão "O Inferno são os outros" da peça Huis clos de Jean-Paul Sartre. Na peça, três pessoas estão presas no Inferno, representadas como uma sala, e se torturam psicologicamente enquanto refletem sobre os pecados que as levaram até lá. O conceito "O Inferno são os outros" é uma expressão filosófica frequentemente mal compreendida que visa refletir que "O Inferno são os outros porque você está, em certo sentido, para sempre preso dentro das pessoas, sujeito à apreensão delas por você".
A filosofia da segunda temporada está mais intimamente relacionada à de Aristóteles, com Schur em particular destacando a atitude de Aristóteles de que "a prática leva à perfeição" para agir com ética. O impenetrável tratado ético de 4.000 páginas de Chidi foi inspirado em On What Matters de Parfitt – que tenta "propor uma grande teoria unificada de todas as teorias éticas". Schur não conseguiu terminar a leitura devido ao seu comprimento. What We Owe to Each Other, de Tim Scanlon, "forma a espinha dorsal de toda a série", de acordo com Schur. O livro apresenta a ideia do contratualismo: a ideia é que "agir moralmente é obedecer a princípios que ninguém poderia rejeitar razoavelmente". A série e as relações entre os personagens agem como uma investigação do contratualismo com os quatro humanos principais, Michael e Janet, formando sua própria sociedade, por meio da qual eles devem agir de maneiras que ninguém poderia rejeitar razoavelmente, mesmo quando isso vai contra as regras e princípios de poderes superiores. A tese abrangente da série, muito influenciada pela teoria contratualista, é "o objetivo da moralidade... não é acumular pontos de bondade, como no elaborado sistema de pontos que os organizadores do Bom Lugar e seu correspondente Lugar Ruim empregam para determinar quem vai a qual após a morte. É cumprir nossos deveres um com o outro."

## The Selection
Em setembro de 2019, antes do lançamento da quarta temporada de The Good Place, a NBC lançou uma websérie de seis episódios em seu site, aplicativo e canal do YouTube, intitulada The Selection (título completo: The Good Place Presents: The Selection), dirigida por Eric Kissack. A série, ambientada durante uma elipse que ocorre durante o episódio da terceira temporada "Chidi Sees the Time-Knife", segue o ex-demônio chefe de Michael, Shawn, enquanto ele e seus subordinados decidem quais quatro pessoas escolher para a nova encarnação de Michael de The Good Place. Marc Evan Jackson, Josh Siegal, Bambadjan Bamba, Amy Okuda e Jama Williamson formam o elenco principal ao reprisar seus papéis em The Good Place como Shawn e seus subordinados, com Joe Mande reprisando seu papel como Toddrick "Todd" Hemple no terceiro episódio. No 72º Primetime Emmy Awards, a série foi indicada para Melhor Comédia Curta ou Série Dramática.